# Tap del Darién
El Tap del Darién és una regió selvàtica que abasta la província del Darién, les comarques indígenes de Kuna Yala, Emberá-Wounaan, Madugandí i Wargandí, i els districtes de Chimán i Chepo de la província de Panamà, a més del nord del departament del Chocó a Colòmbia. Abraça el que antigament es va conèixer com el territori del Darién a l'antiga República de la Nova Granada.
La regió del Darién és una àrea de 6.000 quilòmetres quadrats de selva tropical ubicada al límit d'Amèrica Central (Panamà) i Amèrica del Sud (Colòmbia), que històricament ha estat una barrera natural en la comunicació per carretera entre ambdós subcontinents. En no existir vies terrestres de transport que travessin la zona i ser on s'interromp la carretera Panamericana, se l'ha denominat el Tap del Darién.
És conegut internacionalment per ser un lloc de pas de migrants de Sud-amèrica que van rumb cap als Estats Units d'Amèrica.